# Torrance
Torrance är en stad som ligger i den sydvästra delen av Los Angeles storstadsområde i Los Angeles County, Kalifornien, USA. Större delen av Torrance ligger på Los Angeles-slätten strax norr om den kuperade Palos Verdes-halvön, staden har en kort kuststräcka vid Stillahavskusten söder om Redondo Beach.

## Befolkning
Vid folkräkningen år 2000 hade staden en befolkning på 137 946 personer; år 2005 uppskattades befolkningen till 142 384 personer. Torrance är den sjätte största staden i Los Angeles County och den 34:e största i staten Kalifornien..
Befolkningen bestod år 2000 till 59,16% "Vita", 28,61% Asiater, 4,72% "av två eller fler raser", 4,57% "av annan ras", 2,19% Afroamerikaner och 0,41% "amerikansk ursprungsbefolkning/indianer". 12,79% av befolkningen var latinamerikaner "oavsett ras". 
På grund av den stora närvaron av japanska kommersiella och industriella intressen i staden har Torrance en av de största koncentrationerna av japaner i USA. Torrance är allmänt känt för sin stora asiatiska befolkning i Los Angeles-området.
Av staden Torrance befolkning beräknades ca 6,4% leva under fattigdomsgränsen (år 2004) jämfört med 13,1 % för hela USA och 13,3% för Kalifornien.